# Imbramowice (Trzyciąż)
Imbramowice ist eine Ortschaft mit einem Schulzenamt der Gemeinde Trzyciąż im Powiat Olkuski der Woiwodschaft Kleinpolen in Polen, im Krakau-Tschenstochauer Jura, am Fluss Dłubnia.

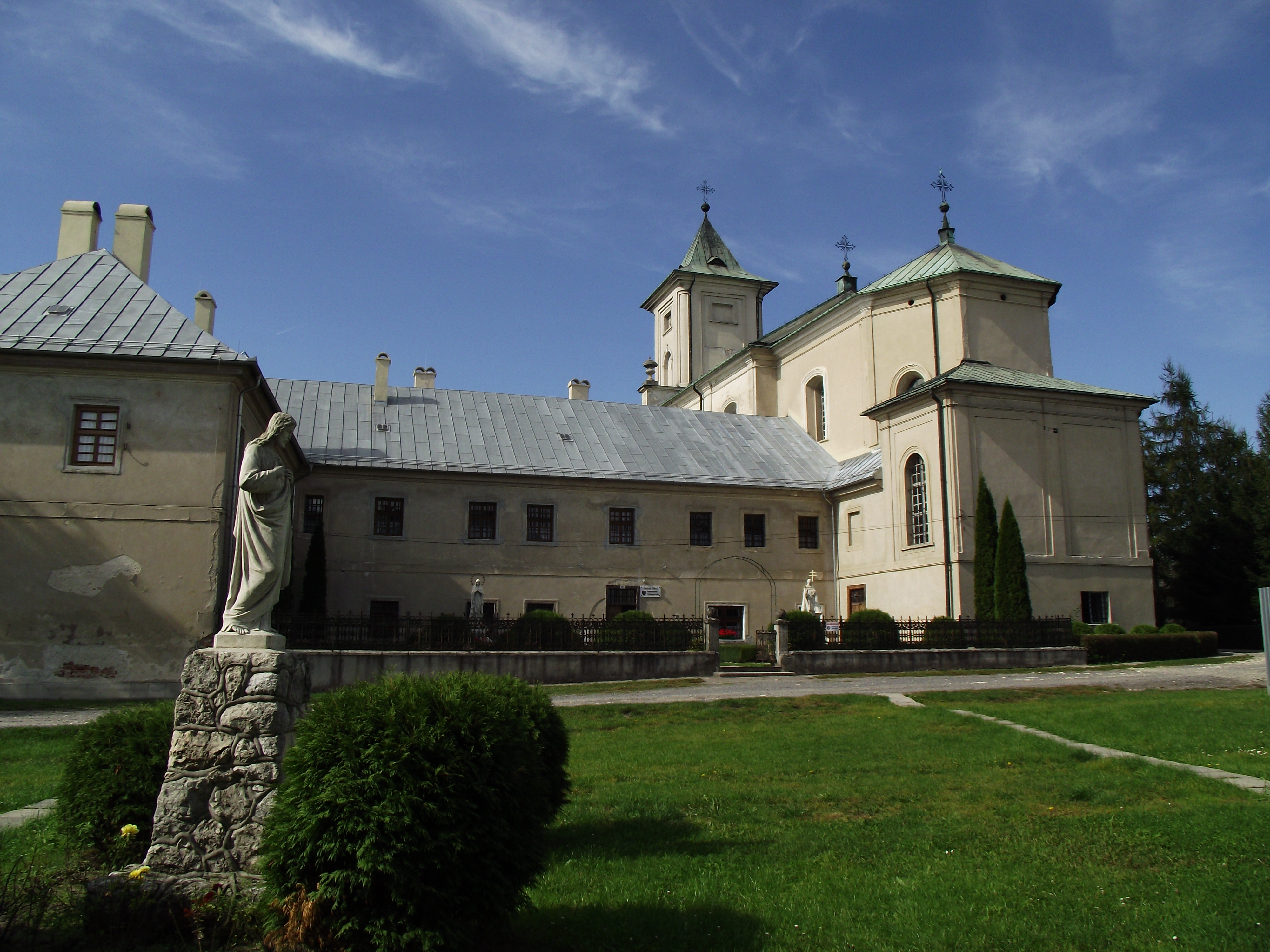
Prämonstratenserinnenkloster

## Geschichte
1225 wurde ein Prämonstratenserinnenkloster im Gebiet namens Dlubna, das wahrscheinlich einige schon bestehende Dörfer umfasste, vom Krakauer Bischof Iwo Odrowąż gestiftet. Der Ort bei dem Kloster wurde zunächst Dlubna (1228) benannt, als der Bischof Iwo das Recht an die Schwester für Erhebung des Zehnts u. a. von deutschen Siedlern in der Umgebung von Trzyciąż gegeben hatte. 1229 folgten die Erwähnungen von Dlubina, Lubna und Olubin, als der Papst Gregor IX. im Ort das Kirchenpatronat der örtlichen Kapelle für den Comes (Graf) Imbram, den Onkel von Iwan, den Sohn von Sieciesław, bestätigte. 1260 wurde das Kloster von Tataren zerstört. Im Jahr 1275 tauchte der Name Hymramowitz bzw. Hymramwitz auf, 1327 Imramowicz. Die Schwankungen des patronymischen (Suffix -(ow)ice) Ortsnamens stammen aus der Adaptation des (deutschen) Namens Emmeram in die polnische Sprache als Imram, Imbram, Himram.
Die heutige gemauerte Kirche wurde in den Jahren 1732 bis 1736 erbaut.
Der Ort gehörte zum Königreich Polen (ab 1569 in der Adelsrepublik Polen-Litauen), Woiwodschaft Krakau. Bei der dritten Teilung Polens wurde Imbramowice 1795 Teil des habsburgischen Kaiserreichs. In den Jahren 1807–1815 gehörte das Dorf zum Herzogtum Warschau, 1815 bis 1918 wurde es  Teil des Kongresspolens.
1918, nach dem Ende des Ersten Weltkriegs wurde Imbramowice Teil Polens und der Woiwodschaft Kielce. Unterbrochen wurde dies nur durch die Besetzung Polens durch die Wehrmacht im Zweiten Weltkrieg. Es gehörte dann zum Generalgouvernement.
Von 1975 bis 1998 gehörte Imbramowice zur Woiwodschaft Krakau.